# Ostrów Mazowiecka
Ostrów Mazowiecka är stad i Masoviens vojvodskap i östra Polen. Ostrów Mazowiecka, som för första gången nämns i ett dokument från år 1410, hade 22 837 invånare år 2012.